# Giacomo Alberione
Giacomo Alberione, SSP (San Lorenzo di Fossano, 1884. április 4. – Róma, 1971. november 26.) olasz katolikus pap, a Szent Pál Társaság, a Szent Pál Leányai, az Isteni Mester Jámbor Tanítványai, a Jézus a Jó Pásztor Nővérei, a Mária Apostolok Királynője Nővérei és más vallásos intézmények alapítója, amelyek a pálos családot alkotják. Az első két csoport a legismertebb a katolikus hit népszerűsítéséről a modern média különböző formáin keresztül.

## Fiatalkora
Alberione 1884. április 4-én született San Lorenzo di Fossanóban, Cuneóban, az akkori Olasz Királyságban. Az Alberione család, amelyet Michele Alberione, Teresa Allocco és hat gyermekük alkotott, földművesek voltak. Egy parasztcsalád negyedik fia volt, és testvéreinél gyengébb fizikummal rendelkezett. Tizenhat éves korában Jakab a piemonti Albában lévő szemináriumba lépett be, anyagilag nagybátyja, Jakab nagybátyja segítette, aki a keresztapja volt, akiről a nevét is kapta. Apjával egy ökörhajtású szekéren utazott a szemináriumba. Az albai szemináriumban lelki vezetője Francesco Chiesa kanonok volt, aki ma már "tiszteletreméltó".
1900. december 31-én éjjel, azon az éjszakán, amely elválasztotta a 19. és a 20. századot, öt órán át imádkozott az Oltáriszentség előtt, és a jövőt szemlélve úgy érezte, hogy arra hivatott, hogy tegyen valamit az új század embereiért. Bosco Szent János (1815-1888) példáján felbuzdulva, az elsők között kezdett bele a nevelés és evangelizáció missziójába, kizárólag a tömegkommunikációs eszközök segítségével.

## Alapító
Alberionét 1907. június 29-én (Szent Péter és Pál ünnepén) szentelték pappá, és Narzoléban lett plébános. Teológiai doktorátust szerzett 1908-ban. Alberione összesen tíz vallási kongregációt, összevont intézetet és laikus szövetkezetet alapított. Ezek a kongregációk a modern médiatechnológiát és a kiadott anyagokat használják Isten igéjének terjesztésére és a személyes áhítatok segítésére.

### Szent Pál Társasága
1914. augusztus 20-án két tinédzsert, Desiderio Costát és Tito Armanit egy nyomdász barátja irányításával egy kis nyomdában dolgoztatta. Így kezdődött a "Kis Nyomdaipari Tipográfiai Iskola", amelyet ma Szent Pál Társaságként ismerünk, és amelynek célja, hogy "éljen és adja Jézus Mesternek az utat, az igazságot és az életet" a legmodernebb kommunikációs eszközök, a sajtó, a mozi, a televízió, a rádió és más modern médiumok segítségével.
A "Kis Nyomdásziskola" (ma Szent Pál Társaság) megalapítása után 1915-ben összegyűjtött egy női csoportot; tiszteletreméltó Tecla Merlo anyával együtt megalapította a Szent Pál Társaság női megfelelőjét, a Szent Pál Leányait.
Ezt követően további gyülekezetek és intézetek következtek. Így alapította:
- 1924: Az isteni mester jámbor tanítványai (PDDM), Isten Szolgája, Maria Scolastica Rivata anyával, a pálos család kontemplatív tagjaival, akiknek tagjai különösen az eucharisztikus imádatnak, a liturgikus előkészületeknek és a papi szolgálatoknak szentelnék magukat.
- 1938: Jézus, a Jó Pásztor nővérei (más néven: "Pastorelle") iskolákban és plébániákon dolgoznak hitoktatással[8]
- 1957: Mária Apostolok Királynője nővérei dolgoznak és imádkoznak a pálos család és a vallási élet hivatásáért[8]
- 1958: A Szent Gábriel Arkangyal Intézet (világi felszentelt férfiak, akiknek apostoli szolgálata a Szent Pál Társaságé)
- 1958: Az Angyali Üdvözlet Mária Intézete (világi felszentelt nők, akiknek apostolkodása a Szent Pál Társaságé is)
- 1959: Jézus, a Pap Intézete (egyházmegyei papok számára, akik a pálos szellemiséget szeretnék átvenni szolgálatukra),
- 1960: A Szent Család Intézet (házaspároknak) és
- 1918: A Pálos Kooperátorok Szövetsége

Alberione a II. Vatikáni Zsinat alatt peritus (teológiai szakértő) volt, részt vett azokon a zárt üléseken, amelyeken a zsinat dekrétumait alakították ki és formálták, hogy a zsinati atyák a teljes ülésszakon jóváhagyják azokat.

## Halála és tisztelete
Alberione 1971. november 26-án természetes halállal halt meg a Társaság római Generális Házában. Halála előtt egy órával VI. Pál pápa személyesen látogatta meg. A római Mária Apostolok Királynője-bazilika alkriptájában temették el.
Alberionét 1996. június 25-én nyilvánították tiszteletreméltóvá, majd 2003. április 27-én II. János Pál pápa boldoggá avatta öt másik társával együtt: Marco d'Aviano pappal és a Kapucinus Kisfivérek Rendjének tagja; Eugenia Ravasco, szűz és a Jézus és Mária Szent Szíve Leányainak Kongregációjának alapítója; Maria Domenica Mantovani, szűz, a Szent Család Kistestvérei Intézetének társalapítója; Maria Cristina a Szeplőtelen Fogantatástól Brando, a Nővérek Kongregációjának alapítója, Jézus engesztelő áldozatai az Oltáriszentségben, és Giulia Salzano, szűz és a Szent Szív Katekéta Nővérek Kongregációjának alapítója. A pápa a szertartáson mondott homíliájában elmondta, hogy Alberione "félelmetes örökséget" hagyott hátra. II. János Pál szerint Alberione "szükségét érezte annak, hogy Jézus Krisztust, az Utat, az Igazságot és az Életet megismertesse 'korunk minden emberével, korunk eszközeivel', ahogyan ő szerette mondani. Pál apostol ihlette, akit úgy jellemzett, mint 'az Egyház teológusát és építészét', aki mindig engedelmes és hűséges maradt Péter utódának Tanítóhivatalához, az igazság 'világítótornyát' egy olyan világban, amely oly gyakran nélkülözi a jó szellemi hivatkozásokat".

## Öröksége
Alberione a modern tömegkommunikációs eszközöket használta üzenetének terjesztésére.

## Fordítás
Ez a szócikk részben vagy egészben  a   James Alberione című angol Wikipédia-szócikk ezen változatának fordításán alapul.  Az eredeti cikk szerkesztőit annak laptörténete sorolja fel. Ez a jelzés csupán a megfogalmazás eredetét és a szerzői jogokat jelzi, nem szolgál a cikkben szereplő információk forrásmegjelöléseként.